# LGBTI Health Summit
 (décembre 2016).
Si vous disposez d'ouvrages ou d'articles de référence ou si vous connaissez des sites web de qualité traitant du thème abordé ici, merci de compléter l'article en donnant les références utiles à sa vérifiabilité et en les liant à la section « Notes et références ».
Le LGBTI Health Summit (Sommet sur la Santé LGBTI) est une occasion pour les personnes travaillant pour la santé des personnes intersexes, trans, bisexuels, lesbiennes et gay de se rencontrer et partager des idées. Les participants sont principalement des militants, des professionnels des soins médicaux, des fournisseurs de soins de santé, des travailleurs sociaux, bénévoles, et d'autres parties intéressées.
Le LGBTI Health Summit est né d'une résurgence du mouvement de la santé queer, qui est allé au-delà du modèle basique de la maladie.
Le LGBTI Health Summit est né du premier Gay Men's Health Summit tenu à Boulder, dans le Colorado en 1999.
Le premier National LGBTI Health Summit a eu lieu à Boulder, au Colorado, en 2002. Le second a eu lieu à Cambridge, dans le Massachusetts, en 2004. Le troisième a eu lieu à Philadelphie, en Pennsylvanie, en 2007. Le quatrième a eu lieu à Chicago, dans l'Illinois du 14 au 18 août 2009. Le cinquième sommet a eu lieu dans le quartier de Bloomington, dans l'Indiana, du 16 au 19 juillet 2011.
Les Gay Men's Health Summits ont été organisés à Boulder, dans le Colorado en 1999 et 2000, et les Gay, Bisexual and Trans Men's Summits à Raleigh, en Caroline du Nord en 2003, et à Salt Lake City, en Utah, en 2006 ; le Gay Men's Health Summit s'est tenu à Seattle en octobre 2008, et un autre s'est tenu à Fort Lauderdale, en Floride, en août 2010.